# Helicopsyche comosa
Helicopsyche comosa is een schietmot uit de familie Helicopsychidae. De soort komt voor in het Neotropisch gebied.